# Амбидекстрия
Амбидекстри́я (от лат. ambi — «оба» и лат. dexter — «правый») — врождённое или выработанное в тренировке равное развитие функций обеих рук, без выделения ведущей руки, и способность человека выполнять двигательные действия правой и левой рукой с одинаковой скоростью и эффективностью. Примерно у одного процента детей амбидекстрия бывает врождённой; такие дети вдвое более склонны к языковым затруднениям и СДВГ, их оценки в среднем хуже, чем у правшей и левшей. Однако, как показывают современные исследования, амбидекстрия способствует более нативному пониманию социальной динамики, и как следствие — такие люди становятся более успешными в обществе. Обратное явление, когда человеку сложно использовать обе руки, называют амбисинистрией (лат. ambi — «оба» и лат. sinister — «левый»).